# Умершие в ноябре 2011 года
Это список известных людей, соответствующих установленным критериям значимости (см. Википедия:Критерии значимости персоналий), умерших в ноябре 2011 года.
Причина смерти указывается лишь в исключительных случаях (убийство, самоубийство, гибель в результате военных действий, смертная казнь, ДТП или несчастные случаи). В остальных случаях — не указывается.

## Список

### 1 ноября
- Арал, Джахит (84) — турецкий политик, министр промышленности и торговли (1983—1987)[1].
- Бобков, Николай Константинович (90) — начальник управления кадров Генерального штаба Вооружённых Сил СССР (1979—1987), генерал-лейтенант в отставке[2].
- Гордон, Ричард (85) — американский продюсер фильмов ужасов («Безликий демон», «Планета ужасов»)[3].
- Легран, Кристиана (81) — французская певица, солистка ансамбля The Swingle Singers, сестра Мишеля Леграна. [www.kino-teatr.ru/kino/acter/w/euro/155742/bio/]
- Монтиэль, Серхио (84) — аргентинский политик, губернатор провинции Энтре-Риос (1983—1987, 1999—2003)[4].
- Серафим (Кучинский, Сампсон Яковлевич) (83) — катакомбный епископ Истинно-Православной церкви[5].
- Скалапино, Роберт (92) — американский политолог, член Американской академии искусств и наук, основатель и первый директор Института исследования Восточной Азии[6].
- Смолин, Георгий Яковлевич (80) — советский и российский учёный-китаист, профессор Санкт-Петербургского государственного университета, член Диссертационного совета Института востоковедения РАН[7].
- Одер, Андре (90) — французский скрипач и композитор[8]. (в русских кинобазах ошибочно поименован Андре Ходуа)
- Эдельман, Фанни (100) — аргентинский политик, Председатель компартии Аргентины[9].

### 2 ноября
- Беспалов, Иван Петрович (96) — первый секретарь Кировского обкома КПСС (1971—1985)[10].
- де Гойер, Рейк (85) — нидерландский актёр, трёхкратный лауреат Нидерландского кинофестиваля (1982, 1995, 1999)[11].
- Карлсон, Сикан (96) — шведская актриса, лауреат премии «Золотой жук» (2005) «За вклад в киноискусство»[12].
- Куллам, Ильмар (88) — советский и эстонский баскетболист и тренер, серебряный призёр Олимпиады в Хельсинки (1952), трёхкратный чемпион Европы (1947, 1951, 1953), чемпион Всемирных универсиад (1949, 1951), заслуженный тренер СССР (1965)[13].
- Маслов, Евгений Валентинович (66) — член тренерского совета Московской конфедерации бильярдного спорта[14].
- Мелтон, Сид (94) — американский актёр. [www.kino-teatr.ru/kino/acter/hollywood/100795/works/]
- Плата, Бутс (67) — филиппинский режиссёр и сценарист[15].
- Рохо, Антонио Молино (85) — испанский актёр, «Хороший, плохой, злой»[16].
- Рубео, Бруно (65) — итальянский художник, номинант на кинопремию «Оскар» за лучшую работу художника-постановщика («Шофёр мисс Дэйзи»)[17].
- Саксонов, Николай Николаевич (88) — советский тяжелоатлет, заслуженный мастер спорта СССР, чемпион мира и Европы (1953), серебряный призёр летних Олимпийских игр в Хельсинки (1952), 12-кратный рекордсмен мира, участник Великой Отечественной войны[18].
- Сташис, Владимир Владимирович (86) — первый проректор Национальной юридической академии Украины, Герой Украины (2006)[19].
- Стоун, Леонард (88) — американский актёр («Зелёный сойлент»)[20].
- Хапсироков, Назир (59) — управделами Генеральной прокуратуры России, помощник руководителя администрации президента России (с 2001)[21].

### 3 ноября
- Горбач, Николай (56) — российский оперный певец, солист Астраханского академического музыкального театра, утонул на рыбалке. [www.kino-teatr.ru/teatr/acter/ros/343312/bio/]
- Крейцберг, Пеэтер (62) — эстонский политик, министр культуры и образования (1995), вице-спикер парламента (2001—2005)[22].
- Нёргард, Ивар (89) — датский политик, министр внешнеэкономических связей (1971—1977)[23].
- Опель, Джон (86) — президент (1974—1985) и генеральный директор (1981—1985) компании IBM[24].
- Рэйсон, Тимоти (82) — британский политик, министр по вопросам развития заморских территорий. (1983—1986)[25].
- Флаттус Максимус (Кори Смут) (34) — американский музыкант, гитарист группы GWAR[26].

### 4 ноября

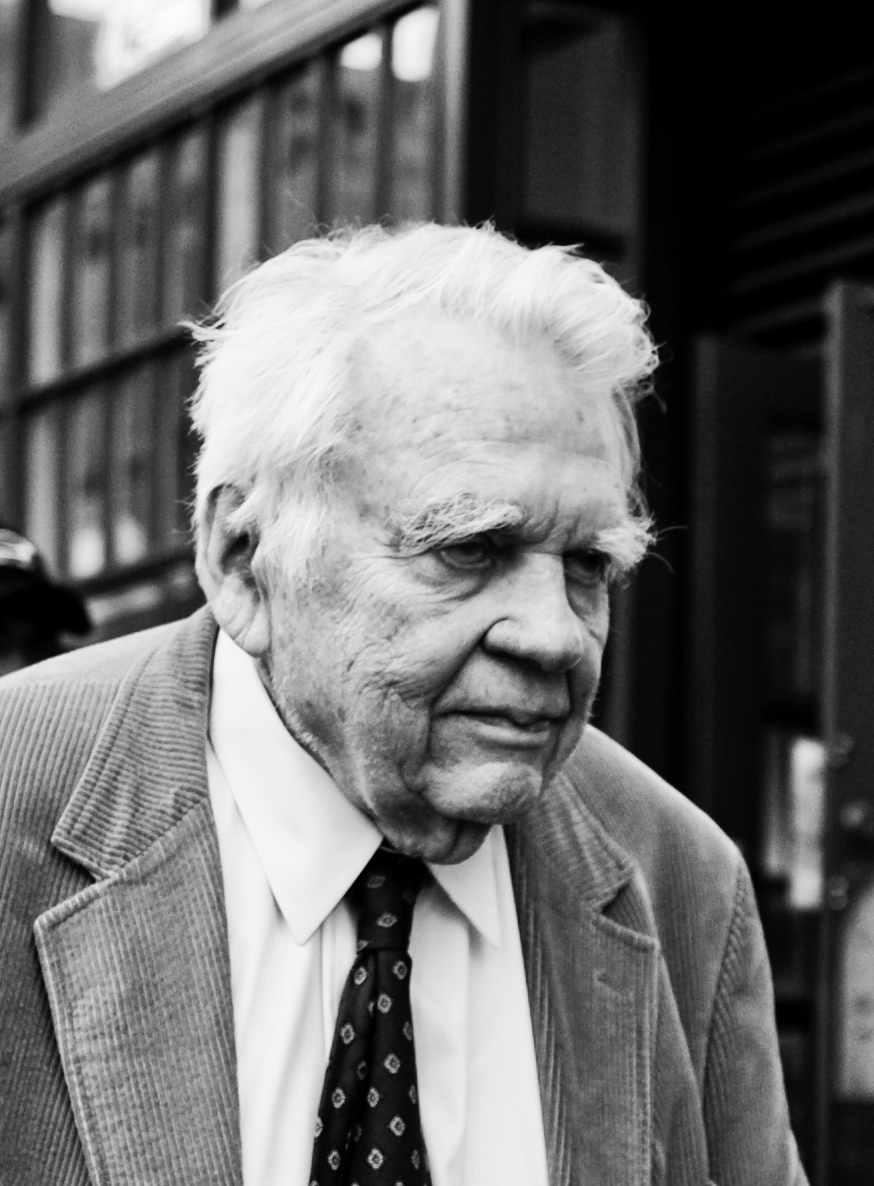
Энди Руни

- Бальбо, Росанхела (70) — мексиканская актриса итальянского происхождения[27].
- Валасек, Тадеуш (75) — польский боксёр, серебряный призёр летних Олимпийских игр в Риме (1960), бронзовый призёр летних Олимпийских игр в Токио (1964), чемпион Европы (1961), серебряный призёр чемпионатов Европы (1957, 1959)[28].
- Ван Ранкл, Теодора (83) — американский художник по костюмам, трёхкратный номинант на кинопремию «Оскар» («Бонни и Клайд», «Крёстный отец 2», «Пегги Сью вышла замуж»)[29].
- Грен, Арнольд Карлович (91) — заместитель председателя Совета министров Эстонской ССР (1953—1958, 1960—1984), министр иностранных дел Эстонской ССР (1962—1990), Президент олимпийского комитета Эстонии (1989—1997)[30].
- Жаргалсайхан, Дэмбэрэлэй (72) — бурятский и монгольский оперный певец, народный артист Монголии и Республики Бурятия[31].
- Зиманов, Салык (90) — казахстанский учёный-юрист и общественный деятель, академик Академии наук Казахстана[32].
- Кано, Альфонсо (63) — лидер ФАРК, глава одного из политических движений ФАРК — Подпольной Колумбийской коммунистической партии; убит[33].
- Лайон, Аннабел (95) — американская балерина[34].
- Майерс, Синтия (61) — американская актриса и фотомодель[35].
- Рамзей, Норман Фостер (96) — американский физик, лауреат Нобелевской премии по физике (1989)[36].
- Руни, Энди (92) — американский тележурналист[37].
- Уотт, Сара (53) — австралийский кинорежиссёр, лауреат Венецианского кинофестиваля за лучший короткометражный фильм (2000)[38].
- Херст-младший Джон Рэндольф (77) — американский предприниматель, наследник медиаимперии Hearst Corporation[39].

### 5 ноября
- Вылцан, Иван Августович (89) — советский и российский учёный, доктор геолого-минералогических наук.

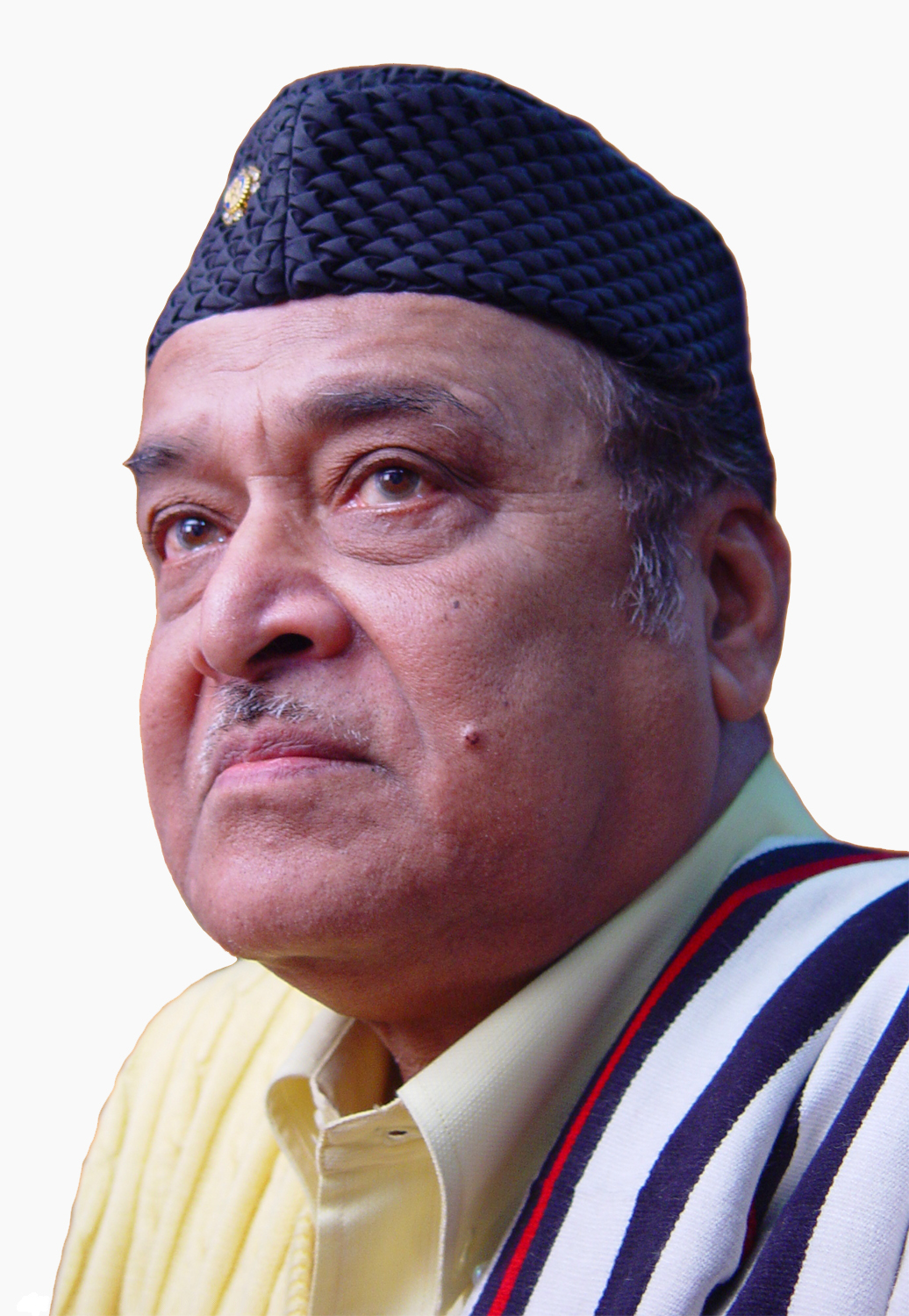
Бхупен Хазарика

- Дамаскин (митрополит Адрианопольский) (75) — епископ Константинопольской православной церкви, Митрополит Швейцарский (1982—2003), Митрополит Адрианупольский (с 2003)[40].
- Дэниэлс, Лес (68) — американский писатель-фантаст и литературовед[41].
- Додж, Нортон (84) — американский экономист и коллекционер[42].
- Керимов, Маяк Мустафаевич (66) — азербайджанский актёр. [www.kino-teatr.ru/kino/acter/m/post/46189/works/]
- ла Фалез, Лулу де (63) — модель, дизайнер одежды и украшений, муза Ива Сен-Лорана[43].
- Нисиока, Такэо (75) — японский политик, министр образования (1988—1989), председатель Палаты советников Японии (с 2010)[44].
- Скотный, Валерий (63) — украинский учёный-культуролог, доктор философских наук, профессор, ректор Дрогобычского государственного педагогического университета имени И.Франко (с 1988).[источник не указан 4589 дней]
- Хаапалайнен, Ханну (60) — финский хоккеист, игрок сборной Финляндии, участник чемпионатов мира (1977, 1979, 1982) и зимних Олимпийских игр (1976, 1980)[45].
- Хазарика, Бхупен (85) — индийский народный музыкант, поэт и деятель кино[46].
- Шесталов, Юван Николаевич (74) — мансийский писатель, первый профессиональный поэт манси, член Союза писателей СССР (1962), лауреат Государственной премии РСФСР им. Горького (1981)[47].

### 6 ноября
- Альварес, Марио Роберто (97) — аргентинский архитектор[48].
- Гуалко, Джакомо (75) — итальянский политик, губернатор Лигурии (1992—1994)[49].
- Кантер, Хэл (92) — американский сценарист, режиссёр и продюсер, трёхкратный лауреат премии «Эмми» (1955, 1991, 1992)[50].
- Филд, Маргарет (89) — американская актриса, которая снялась в более чем девяноста фильмах и телесериалах. Мать актрисы Салли Филд[51].

### 7 ноября

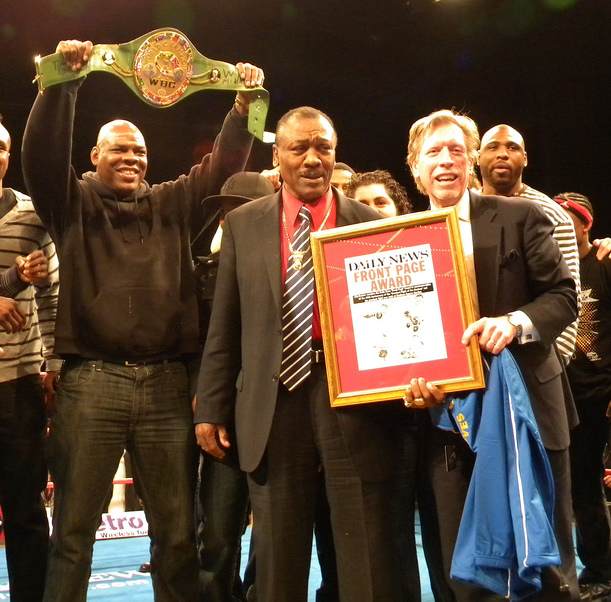
Джо Фрейзер

- Веселов, Борис Николаевич (72) — заслуженный тренер России по вольной борьбе, актёр кино[52].
- Иванов, Василий Давыдович (88) — советский военный, работник органов внутренних дел.
- Лялькова, Мария (90) — чешский снайпер периода Второй мировой войны, служившая в Советской армии[53].
- Мовин, Лизабет (94) — датская актриса («Красные луга», «Пир Бабетты»)[54].
- Мовсесян, Георгий Викторович (66) — советский и российский композитор, автор популярных песен, народный артист России, лауреат премии Ленинского комсомола, инфаркт[55].
- Сеговия, Томас (84) — мексиканский поэт, лауреат премии Хуана Рульфо (2005)[56].
- Суприкян, Жак (71) — армянский футболист, («Арарат»)[57].
- Ушаков, Дмитрий Андреевич (92) — доцент кафедры украиноведения Харьковского национального университета, участник Великой Отечественной войны, Герой Советского Союза[58].
- Фрейзер, Джо (67) — американский боксёр-профессионал, чемпион летних Олимпийских игр в Токио (1964), чемпион мира по версиям WBC и WBA; рак печени[59].

### 8 ноября

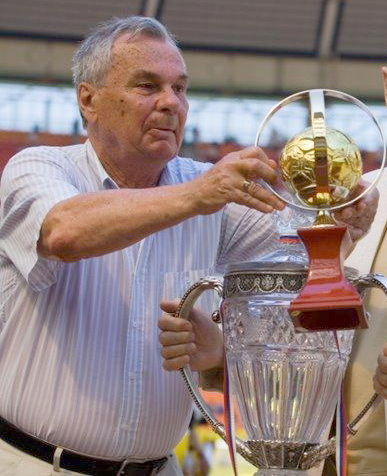
Валентин Иванов

- Heavy D (44) — американский рэпер и актёр[60].
- Адамсон, Джимми (82) — английский футболист, футболист года (1962)[61].
- Вагабов, Мустафа Вагабович (81) — профессор кафедры философии и истории Дагестанской государственной сельскохозяйственной академии, заслуженный деятель науки Российской Федерации[62].
- Гареев, Ильдус Валеевич (73) — глава администрации Альметьевского района и Альметьевска, председатель Альметьевского объединённого Совета народных депутатов Республики Татарстан[63].
- Грант, Кэтрин, 12-я графиня Дайсарт (93) — британская аристократка,  12-я графиня Дайсарт (с 2003)[64]
- Додж, Нортон (85) — американский экономист и коллекционер советского нонконформистского искусства[65].
- Иванов, Валентин Козьмич (76) — советский футболист и российский футбольный тренер, олимпийский чемпион и чемпион Европы в составе сборной СССР, отец известного российского футбольного арбитра Валентина Иванова; болезнь Альцгеймера[66].
- Кантамесса Джене (80) — американский звукооператор, лауреат («Инопланетянин») и шестикратный номинант на кинопремию «Оскар»[67].
- Маколи, Эд (83) — американский баскетболист[68].
- Хуи, Рики (65) — гонконгский актёр («Проект „А“ 2»)[69].
- Шитов, Владимир Сергеевич (59) — советский спортсмен-саночник, серебряный призёр чемпионата мира в двухместных санях, бронзовый призёр чемпионата Европы в одноместных санях (1978)[70].

### 9 ноября
- Абдрашитов, Абдулкарим Абдулхакович (30) — глава Духовного управления мусульман Мордовии, ДТП[71].
- Барбэ, Иосиф Иосифович (90) — оператор и художественный руководитель детской мультипликационной студии «Флоричика» (Молдова)[72].
- Бен-Арци, Шмуэль (97) — израильский писатель[73].
- Корана, Хар Гобинд (89) — американский молекулярный биолог, лауреат Нобелевской премии по физиологии и медицине в 1968 году «за расшифровку генетического кода и его роли в синтезе белков»[74].
- Кристиан, Роджер (75) — американский хоккеист, чемпион Олимпийских игр в Скво-Велле (1960)[75].
- Манукян, Артур (29) — имам Ярославской соборной мечети; убийство[76].
- Мкртчян, Герберт Самсонович (71) — армянский инженер, Заслуженный инженер Армянской ССР[77].
- Фадин, Александр Михайлович (87) — участник Великой Отечественной войны, командир танка Т-34, Герой Российской Федерации[78].

### 10 ноября

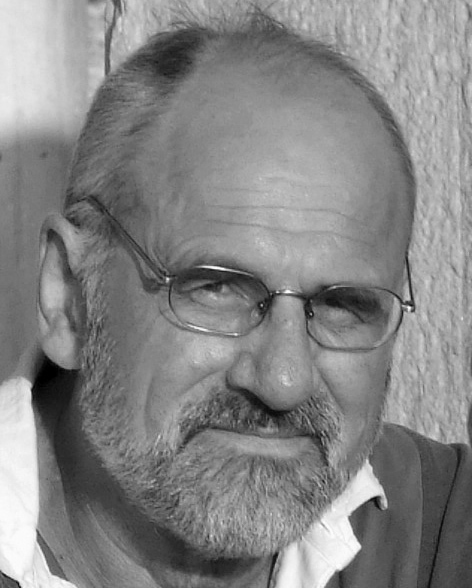
Витис Вилюнас

- Витис Вилюнас (65) — доктор психологических наук, преподаватель МГУ.
- Гордиенко, Николай Семёнович (82) — российский религиовед, доктор философских наук, почётный профессор кафедры религиоведения РГПУ им. А. И. Герцена[79].
- Грепо, Ана (42) — хорватская фотомодель, Мисс Далмация (1995)[80].
- Д`Эрколе, Даниэла (32) — итальянская джазовая певица[81].
- Игоров, Андрей (71) — румынский каноист, серебряный призёр летних Олимпийских игр в Токио (1964), серебряный призёр чемпионата мира (1963), чемпион Европы (1965, 1967) на каноэ-одиночке[82].
- Йироус, Иван Мартин (67) — чешский поэт и диссидент[83].
- Йоспе, Адриан (41) — аргентинский актёр[84].
- Краль, Петар (70) — сербский актёр[85].

### 11 ноября
- Бетил, Истеми (67) — турецкий актёр («Волчья долина»)[86].
- Блейк Мора, Франсиско (45) — мексиканский политический деятель, государственный секретарь (министр) внутренних дел (с 2010), авария вертолёта[87].
- Минкин, Ефим Львович (89) — инженер-гидрогеолог, доктор геолого-минералогических наук.
- Сазонова, Татьяна Пантелеймоновна (84) — советский художник-постановщик анимационных фильмов[88].
- Умрихин, Александр Иванович (54) — советский и украинский футболист «Таврия»[89].
- Фолмар, Эмери (81) — американский политик, мэр Монтгомери (Алабама) (1977—1999)[90].
- Энрикес, Шуазель — гаитянский политик, министр культуры и массовых коммуникаций (назначенный, но не утверждённый)[91]. Архивная копия от 22 марта 2019 на Wayback Machine

### 12 ноября
- Баронбаев, Сатар — управляющий Киргизской республиканской конторой Госбанка (1980—1992), один из основателей банковской системы КР.[92]
- Гейхман, Марк Шолымович (70) — советский и российский актёр, заслуженный артист России (1995). [www.kino-teatr.ru/kino/acter/m/ros/5271/bio/]
- Житомирский, Илья Алексеевич (22) — американский программист, сооснователь социальной сети Diaspora, самоубийство[93].
- Лаудер, Эвелин (75) — американский предприниматель и филантроп, старший вице-президент Estée Lauder Companies, основатель и руководитель Исследовательского фонда рака молочной железы (Evelyn Lauder Breast Center) в Нью-Йорке, одна из создателей интернационального символа Розовая лента[94].
- Могадам, Хасан — разработчик иранской ядерной программы; погиб во время взрыва на военной базе Амир аль-Момейнин[95].
- Салливан, Джим (43) — канадский кёрлингист, чемпион мира среди юниоров (1988)[96].
- Эванс, Алун (69) — уэльский футбольный администратор, Генеральный секретарь Футбольной ассоциации Уэльса (1982—1995)[97].
- Маришаль, Хулия (67) — мексиканская актриса[98].

### 13 ноября
- Агриков, Роман Петрович (90) — генерал-майор в отставке, участник Великой Отечественной войны, автор 11 книг о войне[99].
- Ауне, Андерс Джон (87) — норвежский политик, губернатор фюльке Финнмарк (1963—1965, 1974—1989)[100].
- Тельцов, Андрей Юрьевич (44) — гендиректор ФГУП «Администрация гражданских аэропортов» (с 2005) ДТП[101].
- Фаласки, Гвидо (22) — аргентинский автогонщик, чемпион «Кубка Америки» (2010), авария[102].
- Щадов, Михаил Иванович (83) — министр угольной промышленности СССР (1985—1991)[103].
- Элейжико, Бобсам (30) — нигерийский футболист, игравший в бельгийских клубах, остановка сердца[104].
- Шульга, Александр Васильевич (61) — депутат Государственной Думы РФ (1999—2003) от КПРФ[105].

### 14 ноября
- Дегенхардт, Франц Йозеф (79) — немецкий писатель, поэт, бард[106].
- Деджоуэни, Гай (90) — французский бизнесмен, генеральный директор Vivendi (1976—1995)[107].
- Кувват, Султон (59) — таджикский оппозиционный лидер[108].
- Кур, Дэвид (86) — министр иностранных дел Ямайки (1989—1993)[109].
- Турков, Владимир Александрович (75) — старейший российский диджей[110].
- Филдс, Альф (91) — английский футболист (Арсенал) (1936—1952)[111].

### 15 ноября
- Ахтаханов, Руслан Абуевич (58) — чеченский поэт; убийство[112].
- Борисов, Лев Иванович (77) — советский и российский актёр, народный артист Российской Федерации[113].
- Грэй, Дульси (91) — американская актриса и писательница[114].
- Колпаков, Серафим Васильевич (78) — советский государственный деятель, министр чёрной металлургии СССР (1985—1989), министр металлургии СССР (1989—1990), президент Международного союза металлургов (с 1992)[115].
- Сандаль, Ингрид (87) — шведская гимнастка, чемпион летних Олимпийских игр в Хельсинки (1952)[116].
- Словер, Карл (93) — американский актёр («Волшебник страны Оз»)[117].
- Теран Теран, Эдгар (72) — министр иностранных дел Эквадора (1984—1987)[118].
- Эсейса, Антонио (76) — испанский и мексиканский режиссёр, номинант X Московского кинофестиваля[119].

### 16 ноября
- Гитин, Валерий Григорьевич (69) — украинский и российский писатель.
- Дёйвенворде, Якобус (83) — католический прелат, архиепископ Мерауке[120].
- Кеддоу, Джамель (59) — алжирский футболист, игрок УСМ Алжир и сборной Алжира, чемпион Средиземноморских игр (1975)[121].
- Корякина, Мария Семёновна (91) — писательница, вдова Виктора Астафьева[122].
- Морель, Рене (79) — американский скрипичный мастер[123].
- Пальчак, Эдвард (71) — канадский хоккейный тренер и меннеджер клуба Монреаль Канадиенс[124].
- Прохоров, Евгений Павлович (80) — социолог, автор советской теории журналистики[125].

### 17 ноября
- Дюмайе, Пьер (88) — французский журналист, писатель, сценарист, телеведущий («Чтение для всех»)[126].

### 18 ноября

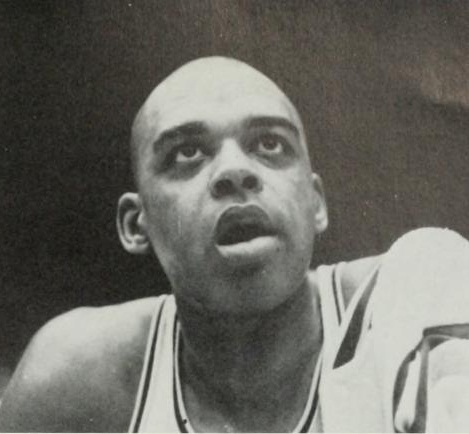
Уолт Хазард

- Блауг, Марк (84) — американский и английский экономист, историк экономической мысли[127].
- Карапетян, Артём Яковлевич (85) — советский и российский актёр театра и кино, «король дубляжа»[128].
- Карякин, Юрий Фёдорович (81) — российский литературовед, писатель, публицист и общественный деятель[129].
- Мвева, Джонс (38) — замбийский футболист, игрок Пауэр Дайнамоз и сборной Замбии, бронзовый призёр кубка африканских наций (1996)[130].
- Нидере, Джошуа (30) — кенийский боксёр, бронзовый призёр Игр Содружества (2006)[131].
- Нугис, Юло (67) — эстонский политик, председатель парламента Эстонии (1990—1995)[132].
- Сада, Даниэль (58) — мексиканский писатель, диабет[133].
- Султан, Гариф (88) — татарский общественный деятель[134].
- Хазард, Уолт (69) — американский баскетболист и тренер, чемпион летних Олимпийских игр в Токио (1964)[135].
- Холл, Марк (74) — британский режиссёр и продюсер мультипликационных фильмов. («Ветер в ивах», «Вещие сестрички»)[136].

### 19 ноября

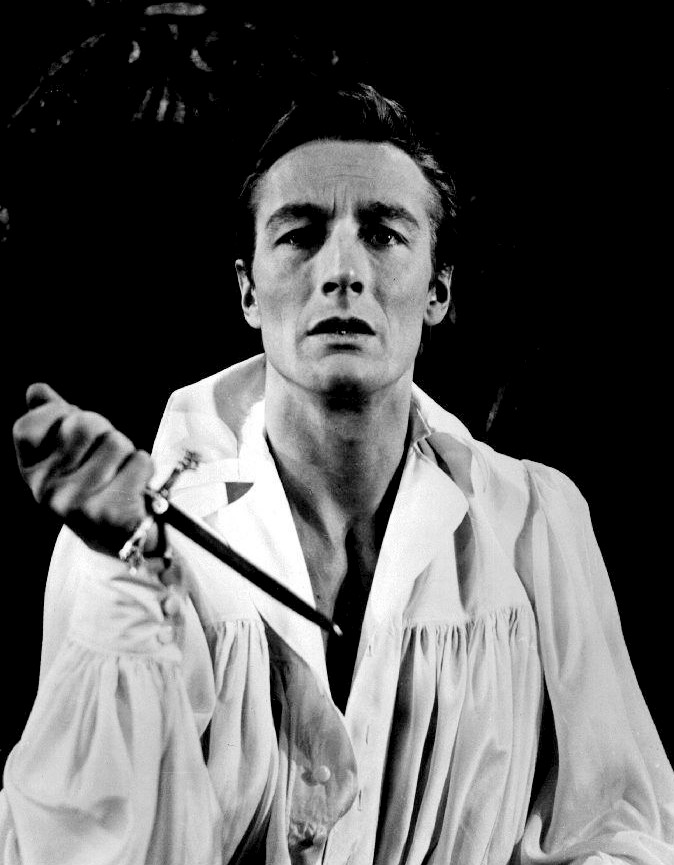
Джон Невилл

- Агафонов, Пётр Ефимович (79) — первый председатель Уральского банковского союза[137].
- Акад, Омер Лутфи (95) — турецкий кинорежиссёр, снявший более 100 фильмов[138].
- Гарсия, Руссел (95) — американский и новозеландский композитор и аранжировщик[139].
- Горячёв, Сергей Борисович (51) — российский тележурналист, руководитель службы информации «Первого канала» (2000—2004)[140].
- Иллеш, Андрей Владимирович (62) — советский и российский журналист, заместитель генерального директора Информационного телеграфного агентства России — ИТАР-ТАСС (1999—2001)[141].
- Клинтон, Гордон (91) — американский политик, мэр Сиэтла (1956—1964)[142].
- Лебедев, Вениамин Иванович (87) — директор Ярославского музея-заповедника, заслуженный работник культуры России[143].
- Невилл, Джон (86) — британский актёр («Приключения барона Мюнхгаузена»)[144].
- Раевский, Валерий Николаевич (72) — белорусский режиссёр, главный режиссёр и художественный руководитель Национального академического театра имени Янки Купалы, Народный артист Республики Беларусь (1998)[145].
- Смэйл, Джон (84) — американский бизнесмен, генеральный директор Procter & Gamble (1981—1990)[146].
- Стоун, Рут (Ruth Stone, 96) — американская поэтесса, финалист Пулитцеровской премии.
- Фирсов, Владимир Иванович (74) — российский поэт, лауреат Государственной премии РСФСР имени М. Горького и премии Ленинского комсомола[147]
- Чепик, Сергей Михайлович (58) — советский и французский художник, скульптор и иллюстратор[148].
- Шлыков, Виталий Васильевич (77) — советский разведчик-нелегал, российский политолог и военный эксперт; острая сердечная недостаточность[149].

### 20 ноября
- Грецов, Юрий Владимирович (64) — российский актёр и режиссёр, директор Воронежского театра юного зрителя, заслуженный артист РФ[150].
- Делани, Шела (71) — британский драматург и сценарист («Вкус мёда», «Чарли Бабблз»)[151].
- Ибру, Алекс (66) — нигерийский политик, министр внутренних дел (1993—1995)[152].
- Модзолевский, Виктор Игоревич (68) — советский фехтовальщик, семикратный чемпион мира по шпаге и двукратный призёр Олимпиад; ДТП[153].
- Парти, Робер (87) — французский актёр[84].
- Праст, Карл Оге (89) — датский футболист, игрок сборной Дании по футболу (1945—1949), бронзовый призёр летних Олимпийских игр в Лондоне 1948[154].
- Пьер, Джейми (38) — мировой рекордсмен по экстремальным прыжкам на лыжах, погиб под лавиной[155].
- Рейс, Адриано (77) — бразильский актёр («Секрет тропиканки»)[156]. Архивная копия от 22 ноября 2011 на Wayback Machine
- Садат, Талаат (57) — египетский политик, племянник убитого президента Анвара Садата, сердечный приступ[157].
- Скальетти, Серджио (91) — итальянский дизайнер машин марки Ferrari[158].
- Шнеур, Ицхак (85) — израильский футболист и тренер, капитан национальной сборной, тренер сборной Израиля (1988—1992)[159].

### 21 ноября

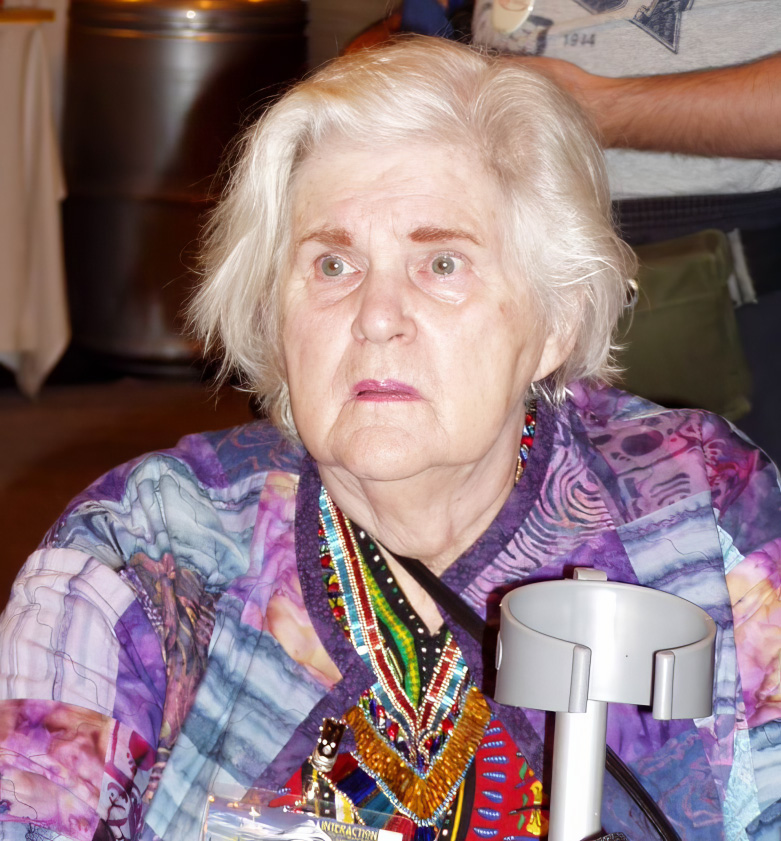
Энн Маккефри

- Багратуни, Арсен Владимирович(48) — советский актёр («Когда я стану великаном»). [www.kino-teatr.ru/kino/acter/sov/17101/bio/]
- Блиев, Марк Максимович (82) — российский учёный-кавказовед, доктор исторических наук, профессор Северо-Осетинского Госуниверситета[160].
- Гурвиц, Эли (79) — израильский промышленник, бизнесмен, президент фармацевтической корпорации Teva Pharmaceutical Industries (2002—2011)[161].
- Кэйн, Сид (93) — британский художник-постановщик («Доктор Ноу», «Из России с любовью», «Исступление», «Живи и дай умереть»)[162].
- Льюис, Джим (84) — английский футболист, игрок олимпийской сборной Великобритании на летних Олимпийских играх 1952, 1956, 1960[163].
- Маккефри, Энн (85) — американская писательница-фантаст, первая женщина, награждённая премиями «Хьюго» и «Небьюла»[164].
- Павловский, Юрий Александрович (86) — главный тренер сборных СССР и России по шорт-треку (1986—1998), заслуженный тренер СССР по конькобежному спорту и шорт-треку, один из основоположников шорт-трека в СССР[165].
- Поткин, Валерий Александрович (70) — председатель Челябинского горисполкома (1987—1990)[166].
- Хэлман, Грег (24) — нидерландский бейсболист, игрок сборной Нидерландов, чемпион Европы (2007), убийство[167].
- Экис, Артур Бернгардович (78) — латвийский актёр балета, кино, педагог, Заслуженный артист Латвийской ССР, президент Латвийского театрального общества (с 1997). [www.kino-teatr.ru/teatr/activist/24778/bio/]

### 22 ноября

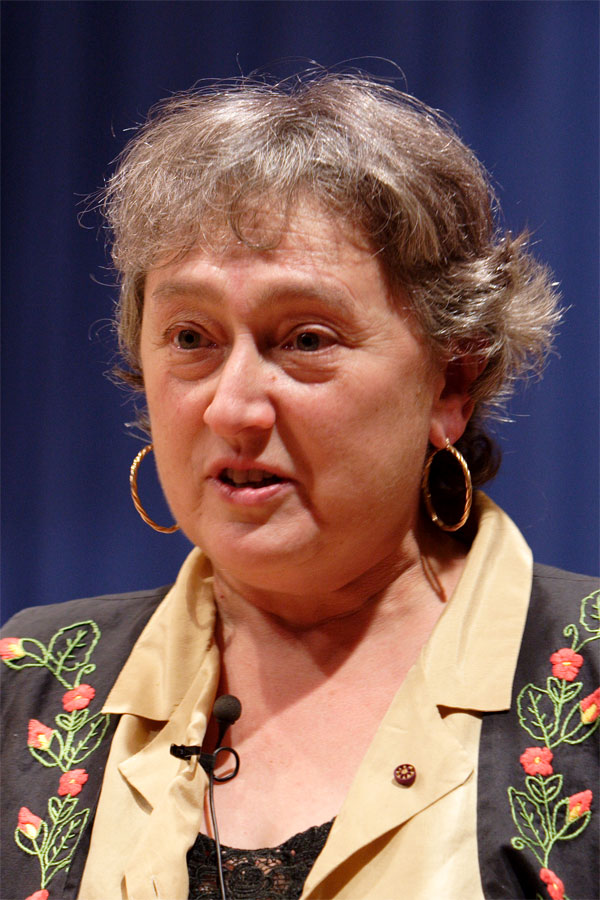
Линн Маргулис

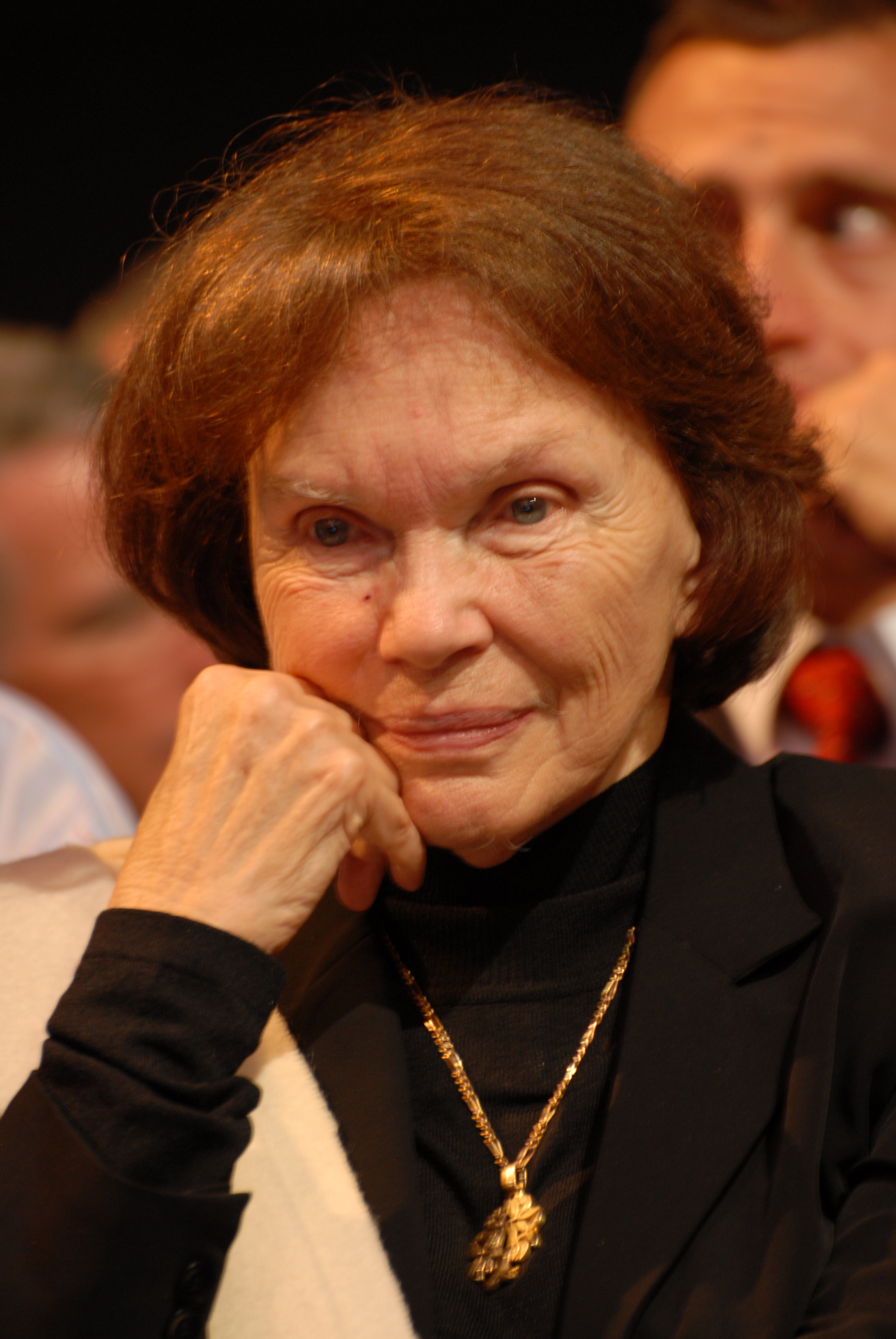
Даниэль Миттеран

- Аллилуева, Светлана Иосифовна (85) — дочь И. В. Сталина; рак прямой кишки[168].
- Гонсалес Авелар, Мигель (74) — мексиканский политик, министр (государственный секретарь) народного образования (1985—1988)[169].
- Джонгитуд Барриос, Карлос (87) — мексиканский политик, губернатор штата Сан-Луис-Потоси, (1979—1985)[170].
- Елизавета Люксембургская (1922—2011) (88) — принцесса Люксембургская; в замужестве — герцогиня Гогенберг.
- Крайслер, Георг (89) — австрийский артист, композитор и писатель[171].
- Лютый, Владимир (49) — советский актёр («Мальчишки ехали на фронт»). [www.kino-teatr.ru/kino/acter/c/sov/34367/bio/]
- Маргулис, Линн (73) — американский биолог, создатель теории симбиогенеза[172].
- Миттеран, Даниэль (87) — вдова Франсуа Миттерана, первая леди Франции в 1981—1995[173].
- Мошиан, Пол (80) — американский джазовый барабанщик и композитор[174].
- Рейносо, Альберто (71) — филиппинский баскетболист, игрок национальной сборной, чемпион Азии (1973)[175].
- Юринац, Сена (90) — австрийская оперная певица (сопрано)[176].

### 23 ноября
- Акопян, Грант (84) — армянский деятель науки и образования, ректор Гаварского государственного университета (1993—2006), доктор философских наук, профессор[177].
- Гриффин, Оскар (78) — американский журналист, лауреат Пулитцеровской премии (1963)[178].
- Раттман, Джим (83) — американский автогонщик, победитель «500 миль Индианаполиса» (1960)[179].
- Таги, Рафик (61) — азербайджанский писатель-публицист и врач[180]
- Ушатиков, Владимир Григорьевич (61) — глава Воткинска (1996—1997, 2010—2011)[181].
- Фигерас, Монтсеррат (69) — испанская, (каталонская) певица, исполнительница старинной музыки, жена Жорди Саваля[182].
- Харамильо Корреа, Луис Фернандо (76) — колумбийский политик, министр иностранных дел (1990—1991)[183]. (en:Luis Fernando Jaramillo Correa)
- Хэйнс-младший, Ральф (98) — американский военный деятель, 4-звёздочный генерал, заместитель начальника штаба сухопутных войск США (1967—1968)[184].

### 24 ноября

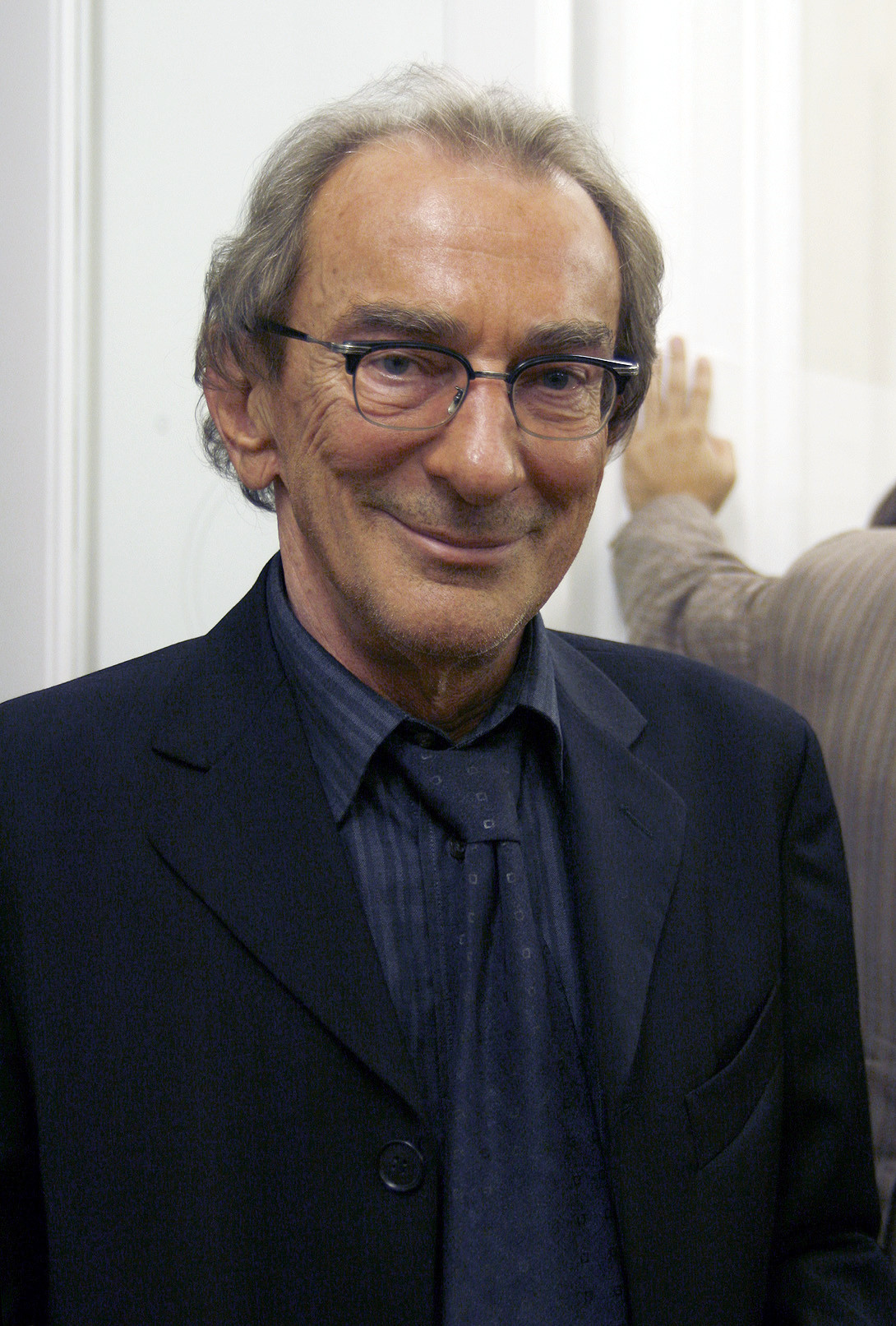
Людвиг Хирш

- Анурудха Ратватте (73) — шри-ланкийский политический деятель, министр[185]. Архивная копия от 27 ноября 2011 на Wayback Machine
- Бусси, Антонио Доминго (85) — аргентинский политический и военный деятель, губернатор провинции Тукуман (1976—1977, 1995—1999)[186].
- Гурбанов, Эльхан (59) — азербайджанский актёр театра и кино[187].
- Донигер, Уолтер (94) — американский сценарист, режиссёр и продюсер (Невозмутимый)[188].
- Кокарс, Имантс (90) — советский и латвийский хоровой дирижёр, педагог, народный артист СССР (1986), лауреат Государственной премии СССР (1979), основатель и руководитель хора Ave Sol[189].
- Медина, Умберто (69) — мексиканский футболист, игрок национальной сборной, чемпион Панамериканских игр (1967)[190].
- Монтанья, Салваторе (40) — американский гангстер действующий босс семьи Бонанно (с 2006), убит[191].
- Халид, Рауф — пакистанский актёр, режиссёр, сценарист и продюсер[192].
- Хирш, Людвиг (65) — австрийский актёр и певец, самоубийство[193].
- Щелканова, Татьяна Сергеевна (74) — советская легкоатлетка, бронзовая призёрка Олимпийских игр[194]. Архивная копия от 17 июня 2018 на Wayback Machine

### 25 ноября
- Алексеев, Василий Иванович (69) — советский спортсмен (тяжёлая атлетика), двукратный олимпийский чемпион и восьмикратный чемпион мира, заслуженный мастер спорта СССР (1970), заслуженный тренер СССР (1991)[195].
- Бородин, Леонид Иванович (73) — российский писатель, публицист и общественный деятель, главный редактор журнала «Москва» (1992—2008)[196].
- Гелескул, Анатолий Михайлович (77) — советский и российский переводчик поэзии Европы и Латинской Америки, лауреат многих литературных премий[197].
- Кривцов, Николай Иванович (апиолог) (66) — директор ГНУ НИИ пчеловодства, доктор сельскохозяйственных наук, профессор, Заслуженный деятель науки России[198].
- Мосягин, Сергей Михайлович (73) — советский тренер по футболу. Заслуженный тренер СССР (1977), Заслуженный тренер РСФСР (1979)[199].
- Сирлз, Дэйн (23) — австралийский ВМХ гонщик, несчастный случай[200].
- Фёдоров, Валерий Михайлович — профессор, первый проректор Воронежского государственного технического университета[201].
- Этчер, Фред (79) — канадский хоккеист, серебряный призёр зимних Олимпийских игр в Скво-Велли (1960)[202].

### 26 ноября
- Березин, Николай Алексеевич (55) — российский актёр и режиссёр, директор и главный режиссёр Забайкальского краевого драматического театра, Народный артист Российской Федерации (2007)[203].
- Казьмина, Наталья Юрьевна (55) — литературный критик, театровед, старший научный сотрудник Отдела театра ГИИ, ответственный редактор журнала «Вопросы театра». 20 лет проработала в журнале «Театр»[204].
- Лайл, Рон (70) — американский боксёр, участник матчей за звание чемпиона мира[205].
- Менцель, Иван (69) — венгерский футболист, игрок национальной сборной, чемпион летних Олимпийских игр в Мехико 1968, участник финальной части чемпионата мира 1962[206].
- Оджукву, Чуквуэмека Одумегву (78) — нигерийский военный и политик, президент Биафры (1967—1970)[207].
- Пресич, Маргарита Александровна (75) — актриса Одесского украинского музыкально-драматического театра имени Васыля Васылько, заслуженная артистка Украины (2010)[208].
- Робертсон, Стив (78) — шотландский актёр и юрист, ректор Абердинского университета (2008—2011)[209].
- Шульц, Артур (78) — американский политик, мэр города Джолит (Иллинойс) (1991—2011)[210]. Архивная копия от 12 января 2012 на Wayback Machine

### 27 ноября

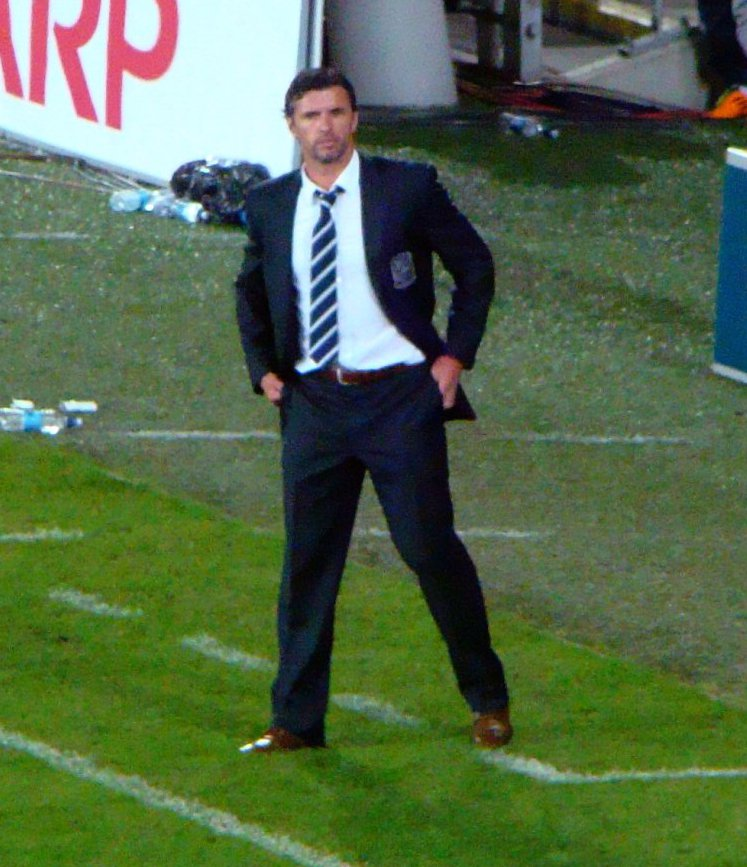
Гэри Спид

- Расселл, Кен (84) — британский кинорежиссёр, сценарист, актёр[211].
- Савреев, Дмитрий Михайлович (37) — мэр города Миньяр (с 2007 г.); убийство[212].
- Спид, Гэри (42) — валлийский футболист и тренер, игрок и капитан национальной сборной (1990—2004), главный тренер сборной Уэльса (2010—2011), самоубийство[213].
- Суходолов, Николай Макарович (91) — украинский советский скульптор, заслуженный деятель искусств УССР.
- Хартли, Киф (67) — британский музыкант, барабанщик[214]. Архивировано 22 февраля 2012 года.

### 28 ноября
- Аме, Арува (20) — нигерийский футболист, игрок «Байелса Юнайтед», лучший бомбардир чемпионата Нигерии-2007[215].
- Коваль, Чарльз Томас (71) — американский астроном.
- Магри, Лючио (79) — итальянский журналист и политический деятель-коммунист[216].
- Маркович, Анте (87) — президент Хорватии (1986—1988), последний премьер-министр Югославии (1989—1991)[217].
- О’Нил, Патрис (41) — американский актёр («Месть пушистых»)[218].
- Самойлов, Марк Самойлович (74) — советский и российский композитор, автор музыки к фильмам, спектаклям (более 40), опереттам, музыкальным комедиям, мюзиклам, водевилям, эстрадным песням. [www.kino-teatr.ru/kino/composer/sov/40054/bio/]
- Халилова, Севиль (58) — азербайджанская актриса, заслуженная артистка Азербайджана[219].

### 29 ноября

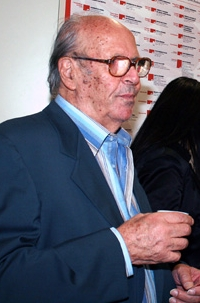
Витторио де Сета

- Бруни, Лев Иванович (61) — российский журналист и телеведущий[220].
- Госвами, Индира (69) — индийская писательница, лауреат высшей индийской литературной премии Джнянпитх (2001)[221]. Архивировано 8 декабря 2012 года.
- де Сета, Витторио (88) — итальянский режиссёр-документалист[222].
- Джагом, Донат (92) — индонезийский католический прелат[223].
- О’Доннелл, Гильермо (75) — аргентинский политолог[224]. Архивная копия от 3 мая 2012 на Wayback Machine
- Прегл, Живко (64) — последний вице-президент правительства Югославии[225].

### 30 ноября

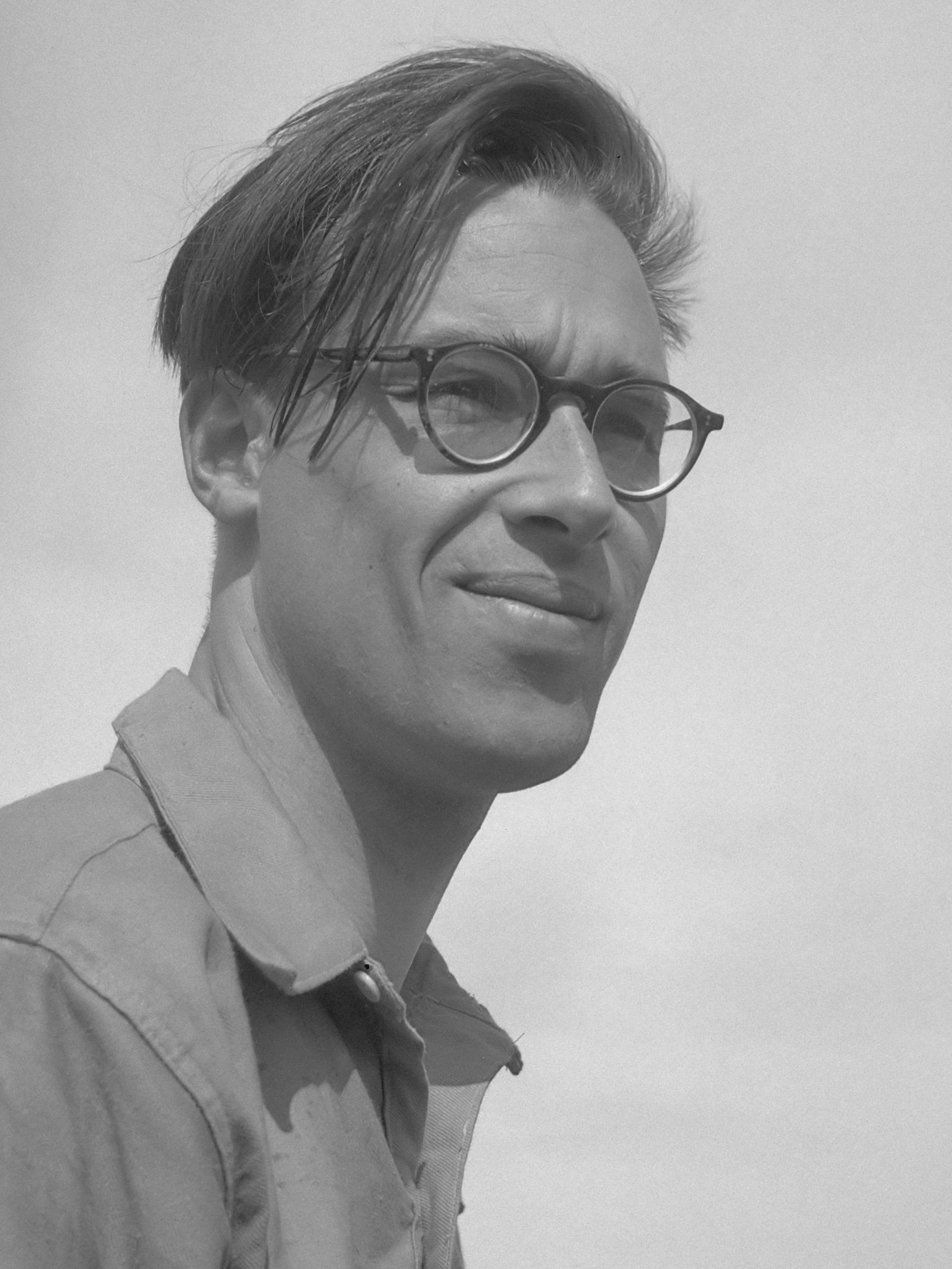
Жюль Ансьон

- Ансьон, Жюль (87) — нидерландский спортсмен, серебряный призёр Олимпийских игр в Хельсинки (1952) по хоккею на траве[226]. Архивная копия от 18 апреля 2020 на Wayback Machine
- Милер, Зденек (90) — чешский художник-мультипликатор[227].
- Зогу, Лека (1939) (72) — претендент на албанский трон, сын короля Ахмета I Зогу[228].
- Роби, Карл (66) — американский пловец, чемпион Летних Олимпийских игр 1968 года[229].
- Уоллер, Билл (85) — американский политик, губернатор штата Миссисипи (1972—1976)[230].
- Кнабе, Георгий Степанович (91) — российский филолог, историк, культуролог и переводчик[231].